# Andrews (Carolina del Sur)
Andrews es un pueblo ubicado en el condado de Georgetown en el estado estadounidense de Carolina del Sur. El pueblo en el año 2000 tenía una población de 3.068 habitantes en una superficie de 5.7 km², con una densidad poblacional de 538.4 personas por km². 

## Geografía
Andrews se encuentra ubicado en las coordenadas 33°0′32″N 81°18′31″O / 33.00889, -81.30861. Según la Oficina del Censo, el pueblo tiene un área total de 5,7 km² (2,2 mi²), de la cual 5,7 km² (2,2 mi²) es tierra y 0 km² (0 mi²) (0.0%) es agua.

## Demografía
En el 2000 la renta per cápita promedia del hogar era de $19.375, y el ingreso promedio para una familia era de $22.750. El ingreso per cápita para la localidad era de $12.105. En 2000 los hombres tenían un ingreso per cápita de $24.891 contra $17.344 para las mujeres. Alrededor del 34.20% de la población estaba bajo el umbral de pobreza nacional. 